# توالی‌یابی دی‌ان‌ای
توالی‌یابی دی‌ان‌ای (به انگلیسی: DNA Sequencing) فرایندی برای تعیین دقیق ترتیب نوکلئوتیدهای درون مولکول DNA می‌باشد. توالی‌یابی شامل هر روش یا فناوری است که ترتیب چهار باز آدنین، گوانین، سیتوزین و تیمین را در یک رشته از DNA تعیین می‌کند. ظهور روش‌های توالی‌یابی سریع DNA تا حد بسیاری به پژوهش و اکتشافات در زیست‌شناسی و پزشکی کمک کرده‌است.
دانش توالی‌یابی DNA برای تحقیقات زیست‌شناسی پایه، به یک ضرورت تبدیل شده‌است و در زمینه‌های کاربردی متعددی مانند تشخیص پزشکی، کشاورزی، بیوتکنولوژی، پزشکی قانونی، ویروس‌شناسی و زیست‌شناسی سیستماتیک استفاده می‌شود. سرعت بالای توالی‌یابی که از طریق تکنولوژی‌های مدرن بدست آمده‌است برای توالی. یابی کامل DNA یا ژنوم گونه‌های مختلف جانوران همچون ژنوم انسان، بسیاری از جانوران، گیاهان، و گونه‌های میکروبی مورد استفاده قرار گرفته‌است.
در اوایل دههٔ ۱۹۷۰ توالی‌یابی DNA برای اولین بار توسط پژوهشگران دانشگاهی با استفاده از روش دشوار کروماتوگرافی دو بعدی به دست آمد. به دنبال توسعهٔ روش‌های مبتنی بر فلوئورسانس روش‌هایی ابداع گردیده که در آن‌ها از یک توالی‌یاب دی‌ان‌ای استفاده می‌شود، به کمک این توالی‌یاب‌ها، توالی‌یابی DNA آسان‌تر و سریع‌تر شده‌است.

## کاربردها
توالی‌یابی DNA می‌تواند برای تعیین توالی ژن‌های خاص، نواحی ژنتیکی بزرگ (به عنوان مثال خوشه‌های ژنی یا اپرون‌ها)، کروموزوم‌ها یا کل ژنوم هر موجودی استفاده شود. تعیین توالی DNA کارآمدترین راه برای توالی‌یابی RNA یا پروتئین (از طریق قالب‌های خوانش باز) می‌باشد. در واقع، توالی‌یابی DNA یک فناوری کلیدی در بسیاری از گرایش‌های زیست‌شناسی از جمله زیست‌شناسی مولکولی و زیست‌شناسی فرگشتی و علوم دیگر مانند متاژنومیک پزشکی، پزشکی قانونی یا انسان‌شناسی است.

## چهار باز متعارف
ساختار متعارف DNA شامل چهار باز تیمین (T)، آدنین (A)، سیتوزین (C) و گوانین (G) می‌باشد. توالی‌یابی DNA تعیین ترتیب فیزیکی این بازها در یک مولکول DNA است. با این حال، بازهای دیگری نیز می‌توانند در این مولکول وجود داشته باشند. در برخی از ویروس‌ها (به‌طور خاص باکتریوفاژ)، سیتوزین می‌تواند با متیل هیدروکسی یا سیتوزین گلوکز متیل هیدروکسی جایگزین شود. در DNA پستانداران، بازهای مختلف با گروه‌های متیل یا فسفوسولفات نیز می‌توانند یافت شوند. بسته به روش توالی‌یابی، تغییرات خاص مانند باز ۵ متیل سیتوزین که در انسان متداول است می‌تواند شناسایی شود.
چیدمان نوکلئوتیدهای آدنین، گوانین، سیتوزین و تیمین در مادیزهء دی‌ان‌ای را می‌توان با بکارگیری روش‌ها و فناوری‌های گوناگونی شناسایی کرد.

## روش‌های توالی‌یابی DNA
روش‌های مختلفی برای توالی‌یابی DNA وجود دارد که اسامی آن‌ها در ذیل آورده شده‌است:
- روش‌های اولیه توالی‌یابی DNA
  - توالی‌یابی کل ژنوم (Sequencing of full genomes)
  - توالی‌یابی با بازدهی بالا (High-throughput sequencing (HTP))
- روش‌های پایه
  - توالی‌یابی به روش ماکسام گیلبرت
  - روش اختتام زنجیره (Chain-termination)
- روش‌های پیشرفته و توالی یابی از نو
  - توالی‌یابی تفنگ ژنی
  - پل واکنش زنجیره پلیمراز (Bridge PCR)
- روش‌های با برون‌ده بالا
  - Massively parallel signature sequencing (MPSS)
  - Polony sequencing
  - pyrosequencing
  - Illumina (Solexa) sequencing
  - SOLiD sequencing
  - Ion Torrent semiconductor sequencing
  - DNA nanoball sequencing
  - Heliscope single molecule sequencing
  - Single molecule real time (SMRT) sequencing
  - Nanopore DNA sequencing
- روش‌های در حال توسعه
  - Tunnelling currents DNA sequencing
  - Sequencing by hybridization
  - Sequencing with mass spectrometry
  - Microfluidic Sanger sequencing
  - Microscopy-based techniques
  - RNAP sequencing
  - In vitro virus high-throughput sequencing